# Apple Mail
Mail — поштовий клієнт виробництва Apple, що входить в стандартну поставку Mac OS X. Підтримує стандарти POP та IMAP, а також забезпечує доступ до сервісу .Mac на сайті Apple. Apple Mail виросла з NeXTMail, який спочатку був розроблений NeXT як частина її операційної системи NeXTSTEP, після придбання Apple NeXT у 1997 році.
Поточна версія Apple Mail використовує SMTP для надсилання повідомлень, POP3, Exchange і IMAP для отримання повідомлень і S/MIME для наскрізного шифрування повідомлень. Він також попередньо налаштований для роботи з популярними постачальниками електронної пошти, такими як Yahoo! Mail, AOL Mail, Gmail, Outlook і iCloud (раніше MobileMe) і підтримує Exchange. iOS має мобільну версію Apple Mail з доданою підтримкою Exchange ActiveSync (EAS), хоча, як відомо, у ній не було можливості вкладати файли для відповіді на електронні листи до випуску iOS 9. EAS не підтримується у версії програми Apple Mail для macOS, Основна проблема полягає в тому, що надіслані повідомлення будуть неправильно дублюватися в папці надісланих повідомлень, яка потім поширюється за допомогою синхронізації на всі інші пристрої, включаючи iOS.
Функції Apple Mail включають можливість налаштувати програмне забезпечення для отримання всіх облікових записів електронної пошти користувача в одному списку, можливість файлу електронної пошти в папки, можливість пошуку електронних листів і можливість автоматичного додавання підписів до вихідних листів. Він також інтегрується зі списком контактів, календарем, картами та іншими програмами.

## Історія

### NeXTMail
Apple Mail спочатку була розроблена NeXT як NeXTMail, програма електронної пошти для її операційної системи NeXTSTEP. Вона підтримувала форматування розширеного тексту із зображеннями та голосовими повідомленнями, а також електронними листами MIME. Вона також підтримувала текстовий інтерфейс користувача (TUI), щоб забезпечити зворотну сумісність.
Коли Apple почала адаптувати NeXTSTEP, щоб перетворити на Mac OS X, і операційна система, і додаток пройшли різні етапи розробки. У бета-версії (під кодовою назвою «Rhapsody») та інших ранніх попередніх випусках Mac OS X Mail була відома як MailViewer. Однак із третім випуском Mac OS X для розробників програма знову стала відома просто як Mail.

### Перший випуск
Apple Mail була включена в усі версії macOS до Mac OS X Panther включно, яка була випущена 24 жовтня 2003 року. Вона була інтегрована з іншими програмами Apple, такими як Address Book, iChat та iCal. Деякі з його функцій, які залишилися в останній версії Mail, включають правила для поштових скриньок, фільтрацію небажаної пошти та керування кількома обліковими записами.

### Mac OS X Tiger
У Mac OS X Tiger (версія 10.4) версія Mail 2 містила власний формат одного повідомлення на файл (з розширенням імені файлу .emlx), щоб дозволити індексування Spotlight. Додатковими функціями були:
- «Розумні поштові скриньки», які використовували технологію Spotlight для сортування пошти по папках.
- можливість позначати повідомлення з низьким, звичайним або високим пріоритетом і використовувати ці пріоритети в правилах поштових скриньок і розумних поштових скриньках.
- інструменти для зміни розміру фотографій перед їх надсиланням, щоб уникнути надмірних вкладень електронної пошти.
- можливість перегляду зображень, надісланих електронною поштою, у вигляді повноекранного слайд-шоу.
- батьківський контроль, щоб указати, кому дозволено надсилати електронні листи дітям.
- склад повідомлення HTML.

Нова версія також змінила інтерфейс для кнопок на панелі інструментів. У той час як попередні кнопки мали окремо стоячі певні форми, нові кнопки мали форми в капсулі у формі пастилки. На думку багатьох користувачів і навіть власних Human Interface Guidelines Apple, це було гірше для зручності використання. Була доступна стороння програма з відкритим кодом, яка повернула значки до колишніх форм. Тим не менш, Apple оновила свої рекомендації, включивши кнопки у формі капсул, і новий інтерфейс користувача залишився.